# Anna (Wolfskind)
Anna (Alice Marie Harris, * 6. März 1932; † 6. August 1942) war der Name eines sogenannten Wolfskindes aus Pennsylvania, das von dem US-amerikanischen Soziologen Kingsley Davis und David Skuse studiert wurde.

## Biographie
Anna war das uneheliche Kind einer schwer geistig behinderten Frau. Sie war sechs Jahre lang an einem Stuhl festgebunden gewesen. Ihr im selben Haus lebender Großvater wünschte, seine uneheliche Enkelin nicht zu Gesicht zu bekommen. Als Anna 1938 gefunden wurde, war sie schwer unterernährt und ausdruckslos und wirkte völlig apathisch. Nach einem Jahr hatte sie gelernt, Dinge zu halten, und konnte laufen. Später lernte sie, Aufforderungen zu verstehen, erkannte Menschen wieder und lernte, sich sauberzuhalten. Erst nach über zwei Jahren fing sie an zu brabbeln wie ein Baby. Im Alter von neun Jahren hatte sie die Reife einer Zweijährigen, konnte Menschen beim Namen rufen, mit anderen Kindern spielen und sich in wenigen einfachen Sätzen ausdrücken. Im Alter von zehn Jahren verstarb Anna.

## Deutungen
Kingsley Davis, der den Fall untersucht hat und mit dem Fall des Wolfskindes Isabelle verglichen hat, war der Meinung, dass Anna wahrscheinlich von Geburt an geistig behindert gewesen sei, da sie sich so anders entwickelte als Isabelle. Er wies aber auch auf einen Unterschied zwischen den beiden Wolfskindern hin: Anna war allein gefangengehalten worden, Isabelle dagegen zusammen mit ihrer Mutter. Dieter Zimmer sieht das als Grund für die Unterschiede im späteren Leben der beiden Wolfskinder an.